# Воррен Джеффс
Воррен Стід Джеффс (англ. Warren Steed Jeffs; нар. 3 грудня 1955, Сакраменто, Каліфорнія, США) — американський релігійний лідер культу, засуджений за сексуальні злочини, зокрема проти дітей. «Пророк» Фундаменталістської церкви Ісуса Христа святих останніх днів (FLDS), полігамного руху, який не пов'язаний з Церквою Ісуса Христа святих останніх днів. У 2011 році визнано винним у двох злочинах сексуального насильства над дітьми, за які відбуває довічне позбавлення волі.
2006 року потрапив до списку десяти найбільш розшукуваних ФБР за його втечу від звинувачень в організації незаконних шлюбів між своїми дорослими послідовниками чоловічої статі та неповнолітніми дівчатами в Юті. 2007 року Аризона висунула йому звинувачення за вісьмома додатковими пунктами у двох окремих справах, зокрема інцест і сексуальне розбещення неповнолітніх.
У вересні 2007 року Джеффса визнано винним у двох звинуваченнях у зґвалтуванні як співучасника за що засуджено до довічного позбавлення волі у в'язниці штату Юта. 2010 року Верховний суд Юти скасував вирок і призначив новий суд.
Джеффса екстрадували до Техасу, де його визнали винним у сексуальному насильстві над неповнолітньою, за зґвалтування 15-річної дитини-нареченої та сексуальне насильство при обтяжувальних обставинах щодо дитини за зґвалтування 12-річної дитини-нареченої. За ці злочини отримав довічне ув'язнення та 20 років і штраф у 10 000 доларів. Джеффса ув'язнено у відділі Луїса К. Пауледжа Техаського департаменту кримінального правосуддя поблизу Палестіни, штат Техас.

## Сім'я та молодість
Народився 3 грудня 1955 року у сім'ї Рулона Джеффса (1909—2002) і Мерілін Стід (народилася близько 1935 року). Воррен народився на понад два місяці передчасно у Сакраменто, Каліфорнія.
Рулон Джеффс став президентом Фундаменталістської церкви Ісуса Христа святих останніх днів (Церква FLDS) 1986 року і мав 19 чи 20 дружин і приблизно 60 дітей. Колишні члени церкви стверджують, що Воррен має 87 дружин. Воррен виріс за межами Солт-Лейк-Сіті, штат Юта, і понад 20 років працював директором Alta Academy, приватної школи FLDS у гирлі каньйону Літл-Коттонвуд. 1976 року став директором, коли йому виповнився 21 рік. Був знаний як «прихильник правил і дисципліни».

## Церковне керівництво
До смерті батька 2002 року Джеффс обіймав посаду радника лідера церкви. Став наступником Рулона, а його офіційний титул у церкві «президент і пророк, провидець та одкровитель», а також «президент священства». Очолював організацію всіх дорослих чоловіків-членів церкви, які вважалися гідними володіти священством, традиція, яка продовжувалася в Русі святих останніх днів.
Після смерті Рулона Джеффс сказав високопоставленим членам церкви: «Я не скажу багато, але я скажу це – руки геть від дружин мого батька». До вдів батька звернувся словами: «Ви, жінки, будете жити так, ніби батько ще живий і в сусідній кімнаті». За тиждень він одружився з усіма дружинами свого батька, крім двох; одна відмовилася і згодом їй заборонили одружуватися знову, а інша, Ребекка Волл, втекла. Наомі Джессоп, одна з перших колишніх дружин Рулона, яка одружилася з Джеффсом, згодом стала його улюбленою дружиною та довіреною особою. Як єдина особа в церкві, яка мала повноваження укладати шлюби, Джеффс відповідав за призначення дружин чоловікам. В його повноваженнях також було покарання членів церкви чоловічої статі, «передаючи їхніх дружин, дітей і домівки іншому чоловікові».
До втручання судів Юти Джеффс контролював майже всю землю в Колорадо-Сіті, Аризоні та Гілдейлі, яка була частиною церковного тресту План об'єднаних зусиль. Вартість землі оцінювалася у понад 100 мільйонів доларів. Усі активи передали під варту судовій системі Юти в очікуванні подальшого розгляду. За рішенням суду від листопада 2012 року велику частину землі мали продати тим, хто на ній проживає.
У січні 2004 року вигнав групу з 20 чоловіків із громади Шорт-Крик, включно з мером, і передав їхніх дружин і дітей іншим чоловікам громади. Як і його попередники, Джеффс продовжував стандартний принцип церкви і мормонських фундаменталістів про те, що вірні чоловіки повинні дотримуватися доктрини множинного шлюбу, щоб досягти піднесення в загробному житті. Джеффс спеціально навчав, що відданий член церкви повинен мати принаймні трьох дружин, щоб потрапити на небеса, і чим більше дружин у чоловіка, тим ближче він до небес.

### Зміни місця розташування, керівництва
Перед арештом 2006 року Джеффса востаннє бачили 1 січня 2005 року поблизу Елдерейдо, штат Техас, на церемонії освячення фундаменту великого храму церкви на ранчо. Ранчо привернуло увагу громадськості 7 квітня 2008 року, коли влада Техасу провела рейд і взяла під опіку 416 дітей у відповідь на телефонний дзвінок від 31 березня про фізичне та сексуальне насильство на ранчо. Заявниця назвалася 16-річною дівчиною, одруженою з 50-річним чоловіком, і повідомила, що рік тому народила від нього дитину. Мешканці, однак, говорили, що це неправда. Зрештою з'ясувалося, що телефонувала 33-річна Розіта Свінтон, ніяк не пов'язана з церквою і знана неодноразовими випадками неправдивих звернень. З усім тим, правоохоронці Техасу продовжили розслідувати заяви Свінтон. Через брак доказів жінок і дітей повернули.
10 червня 2006 року генеральний прокурор штату Аризона Террі Годдард сказав газеті «Deseret News», що чув з кількох джерел, що Джеффс повернувся до Аризони та проводив церемонії одруження в мобільному будинку, який використовувався як весільна каплиця.
27 березня 2007 року газета «Deseret News» повідомила, що Джеффс відмовився від ролі пророка церкви у розмові зі своїм братом Нефієм. Нефій процитував, що він — «найбільший з усіх грішників» і Бог ніколи не кликав його бути пророком. Наприкінці судового засідання 27 березня Джеффс представив судді записку, написану від руки, в якій говориться, що він не є пророком церкви. 7 листопада прокуратура округу Вашингтон, штат Юта, опублікувала відеозапис розмов у в'язниці між Нефієм і Джеффсом, на яких Джеффс відмовився від пророка, стверджуючи, що Бог сказав йому, що якщо він відкриє, що незаконний пророк, а «зла людина», все одно здобуде місце в целестіальному царстві. Також визнав, що називає «аморальними діями з сестрою та донькою» у 20 років. На інших записах він намагався покінчити життя самогубством, б'ючись головою об стіни та через повішення.
20 листопада 2007 року офіційно залишив посаду президента Фундаменталістської церкви Ісуса Христа святих останніх днів. В електронному листі до «Deseret News» адвокати Джеффса зробили такі заяви: «Містер Джеффс попросив оприлюднити наступну заяву для ЗМІ та членів Фундаменталістської церкви Ісуса Христа святих останніх днів: Містер Джеффс пішов у відставку з посади президента Корпорації президента Фундаменталістської церкви Ісуса Христа святих останніх днів, Inc.». У заяві не йдеться про його церковну позицію як пророка церкви FLDS, і багато послідовників досі вважають його їхнім пророком і лідером. Повідомлялося, що Джеффс у розмові з братом визнав, що посада пророка в церкві FLDS була узурпацією, і заявив, що «брат Вільям Джессоп був пророком після смерті [мого] батька», хоча адвокати Джеффса стверджували, що він помилився. На початку 2011 року Джеффс повернув юридичний контроль над деномінацією.

## Звинувачення в сексуальних злочинах і найбільш розшукувані ФБР
У липні 2004 року племінник Джеффса, Брент Джеффс, подав позов, стверджуючи, що наприкінці 1980-х років Джеффс зґвалтував його в комплексі церкви FLDS у Солт-Лейк-Веллі. Разом із письменницею Маєю Салавіц Брент написав мемуари «Втрачений хлопчик», у яких розповів про випадки сексуального насильства над дітьми, скоєні Джеффсом, його братами й іншими членами сім'ї, коли Бренту було 5 або 6 років. Брат Брента Клейн покінчив життя самогубством після того, як звинуватив Джеффса в сексуальному насильстві над ним у дитинстві. Двоє племінників Джеффса та двоє власних дітей Джеффса також публічно заявили, що він чинив щодо них сексуальне насильство.
У червні 2005 року Джеффса звинуватили в окрузі Могаве, штат Аризона, у сексуальному насильстві над неповнолітньою та в змові з метою сексуальних домагань з неповнолітньою організацію у квітні 2001 року шлюбу між 14-річною дівчиною та її 19-річним двоюрідним братом Алленом. Дівчина, Елісса Волл (тоді знана як «Джейн Доу IV» і молодша сестра Ребекки Волл), засвідчила, що благала Рулона Джеффса почекати, поки вона подорослішає або обрати для неї іншого чоловіка. Старший Джеффс, мабуть, був «спочутливим», але його син ні, і вона була змушена вступити в шлюб. Волл повідомила, що Аллен часто ґвалтував її і що вона неодноразово переживала викидні. Зрештою вона залишила Аллена та церкву.
У липні 2005 року офіс генерального прокурора Аризони запропонував 10 000 доларів за інформацію, яка призведе до арешту та ув'язнення Джеффса. 28 жовтня затримали брата Джеффса Сета за підозрою в переховуванні втікача. Під час звичайної зупинки руху в окрузі Пуебло, штат Колорадо, поліція знайшла майже 142 000 доларів готівкою, дебетові картки на 7 000 доларів та особисті записи. Під час розгляду справи Сета в суді агент ФБР Ендрю Стернс засвідчив, що Сет сказав йому, що не знає, де знаходиться старший брат і не розкриє місце його перебування, якщо дізнається. 1 травня 2006 року його визнали винним у переховуванні втікача. 14 липня його засудили до трьох років умовно і штрафу в розмірі 2500 доларів.
5 квітня 2006 року штат Юта видав ордер на арешт Джеффса за звинуваченням у зґвалтуванні дівчини-підлітка. 6 травня ФБР включило Джеффса до списку десяти найбільш розшукуваних втікачів, запропонувавши винагороду у 60 000 доларів. Винагороду підвищили до 100 000 доларів, а громадськість попередили, що «Джеффс може подорожувати з кількома лояльними й озброєними охоронцями».
8 червня 2006 року Джеффс повернувся до Колорадо-Сіті, щоб провести більше «шлюбів з дітьми». 27 травня 2008 року вебсайт The Smoking Gun опублікував фотографії Джеффса з двома неповнолітніми дружинами, одній з яких було 12 років, на святкуванні першої річниці весілля у 2005 і 2006 роках.

### Арешт, суд і засудження
28 серпня 2006 року близько 21 години за північноамериканським тихоокеанським літнім часом дорожній поліціянт Едді Датчовер зупинив Джеффса на міжштатній автомагістралі 15 в окрузі Кларк, штат Невада, оскільки на його червоному Cadillac Escalade 2007 року випуску не було видно тимчасових номерних знаків. У машині перебували одна з дружин Джеффа, Наомі Джессоп, і його брат Айзек. У Джеффса було чотири комп'ютери, 16 мобільних телефонів, засоби маскування (зокрема три перуки та 12 пар сонцезахисних окулярів) і понад 55 000 доларів готівкою. Дружину та брата Джеффса допитали та відпустили.
Під час слухання в суді штату Невада 31 серпня Джеффс відмовився від будь-яких оскаржень екстрадиції та погодився повернутися до штату Юта, де йому висунуть два звинувачення у злочинах першого ступеня у співучасті у зґвалтуванні. Кожне звинувачення передбачало покарання від п'яти років до довічного ув'язнення. Прокурори Аризони були наступними, щоб судити Джеффса. Його утримували у в'язниці округу Вашингтон до суду 23 квітня 2007 року за двома звинуваченнями у зґвалтуванні як співучасника в організації шлюбу між Елісою Волл та її двоюрідним братом.
Вважалося, що Джеффс керує церквою з в'язниці, і рада штату Юта висловила невдоволення поліцією Гілдейла відмовою співпрацювати, пояснюючи зв'язками з Джеффсом. У травні та липні 2007 року Джеффсу висунули звинувачення в Аризоні за вісьмома пунктами, зокрема сексуальні зв'язки з неповнолітніми й інцест.
Суд над Джеффсом розпочався 11 вересня 2007 року в Сент-Джорджі, штат Юта, під головуванням судді Джеймса Л. Шумейта. Джеффс перебував у виправній колонії Purgatory в штаті Юта в одиночній камері. 25 вересня його визнали винним за двома пунктами звинувачення у причетності до зґвалтування. Його засудили до довічного ув'язнення і він почав відбувати покарання у в'язниці штату Юта. 27 липня 2010 року Верховний суд штату Юта, покликаючись на неправильні інструкції для присяжних, скасував вироки Джеффсу та призначив новий судовий розгляд. Суд встановив, що суддя повинен був сказати присяжним, що Джеффса не можна засудити, якщо не буде доведено, що він мав намір, щоб чоловік Елісси вступив з нею в секс за згодою. Згодом Елісса написала автобіографію про свій досвід у церкві FLDS та з Джеффсом «Викрадена невинність» у співавторстві з колишньою журналісткою «Нью-Йорк таймс» Лізою Пулітцер.
Джеффса також мали судити в Аризоні. 27 лютого 2008 року він заявив про свою невинуватість у звинуваченнях у сексуальних стосунках, пов'язаних з організованими шлюбами трьох дівчат-підлітків з дорослими чоловіками. Його доправили до в'язниці округу Могаве для подальшого суду. 9 червня 2010 року суддя штату на прохання прокурора округу Могаве Метта Сміта відхилив усі звинувачення, заявивши, що потерпілі в Аризоні відмовлялись давати свідчення і що Джеффс провів майже два роки у в'язниці в очікуванні суду, більше, ніж він отримав би. У поєднанні з незавершеними звинуваченнями проти Джеффса в Техасі Сміт дійшов висновку, що «було б непрактично та непотрібно» судити Джеффса в Аризоні. Потім Джеффса повернули до Юти; на той час його апеляція на вирок 2007 року ще розглядалася.
9 серпня 2011 року Джеффса визнали винним у Техасі за двома пунктами звинувачення в сексуальному насильстві над дитиною і засуджений до довічного ув'язнення з правом на умовно-дострокове звільнення не раніше 22 липня 2038 року.

## У в'язниці
2007 року намагався повіситися у в'язниці Юти. 9 липня 2008 року його доставили з в'язниці у Кінгмені, штат Аризона, до лікарні Лас-Вегаса, штат Невада, через серйозну медичну проблему. Шериф Том Шехан не уточнив проблему, але сказав, що вона досить серйозна, щоб перевезти його приблизно на 100 миль від регіонального медичного центру Кінгмана до лікарні Невади.
Оголошував тривалі голодування, які за словами його лікарів і адвокатів, були з духовних причин. У серпні 2009 року суддя Верховного суду Стів Конн наказав примусово годувати Джеффса у в'язниці Аризони.
29 серпня 2011 року Джеффса доставили в критичному стані до медичного центру у Тайлері, штат Техас, й ушпиталили в стані медикаментозної коми після тривалого голодування. За прогнозом лікарів Джеффс житиме. Джеффса перевели до в'язниці в Палестіні, штат Техас.
У грудні 2012 року передбачив кінець світу до 2013 року і закликав своїх послідовників готуватися до кінця.
Траст United Effort Plan, який раніше належав FLDS, з 2005 року належав штату Юта та контролювався судом понад 10 років до передачі суддею громаді, яка в основному складалася з колишніх членів секти. 2017 року жінка подала до суду на фонд і Джеффса щодо сексуального насильства з боку Джеффса, коли вона була дитиною. Ймовірно, влітку 2019 року у Джеффса стався психічний зрив, через що він не міг давати показання у справі про сексуальне насильство. Адвокати, які представляли UEP, стверджували, що примушувати його давати свідчення було б «марним». Адвокат позивача заявив, що немає доказів на підтримку заяви про неосудність Джеффа, звинувативши траст у тому, що він «зрозуміло, дуже боїться» свідчень Джеффса, оскільки несе відповідальність за його дії як колишнього президента FLDS.
Члени FLDS продовжують вважати Джеффса своїм лідером і пророком, який говорить з Богом і якого неправомірно засудили.

### «Послання Ісуса Христа до всіх народів»
2012 року випустив книгу «Послання Ісуса Христа до всіх націй», у якій зібрав різні одкровення, які, як він заявив, отримав. Серед них були вказівки звільнити Джеффса та попередження окремим країнам світу. Церква FLDS надіслала копії книги законодавцям штату Юта. 2016 року федеральна прокуратура заявила, що кошти на випуск, вартістю 250 000 доларів США, були вкрадені з федеральних програм соціального забезпечення та відмиті через магазини FLDS.

## Погляди

### Кінець світу
В «Історії священства FLDS» Джеффс заявив, що «сьогодні Господь править цим народом через Президента Джеффса, але ми в рабстві язичників тут, в Америці. Незабаром Господь скине нашу націю, і люди священства правитимуть цією землею, тому що люди священства залишаться єдиними».
Перебуваючи у в'язниці, він зробив кілька передбачень кінця світу.

### Гомофобія
У проповіді 2001 року Джеффс заявив, що «люди стали такими злими, що чоловіки почали одружуватися з чоловіками, а жінки з жінками. Це найгірший злий вчинок, який ви можете зробити, ніж вбивство. Це схоже на вбивство. Щоразу, коли люди вчинити той гріх, тоді Господь знищить їх».

### Расизм
Він зробив таку заяву про «Beatles»:
"Якось я дивився документальний фільм, і в ньому люди говорили про якогось чорношкірого чоловіка Літл Річард. У програмі з'ясувалося, що цей чорношкірий чоловік був гомосексуалістом, аморальним, вживав наркотики – найгірший тип людини. А потім на екрані з'явився сучасний рок-гурт "Бітлз". Це показало їх як непримітних, нікчемних людей, яких ніхто не хотів наймати. І ось менеджер гурту запросив цього негра, гомосексуаліста, який вживає наркотики, і негр навчив їх, як це робити. І що сталося згодом? Вони поширилися у всьому світі. І вся решта музики наслідувала цей приклад, найвідоміша з тих, що ми називаємо рок-гуртами. Тому, коли ви насолоджуєтесь ритмами, рок-музикою - можливо, навіть приглушеною оркестром - ви переймаєтеся духом чорної раси. І це те, на чому звертаю особливу увагу студентів. І це те, на чому звертаю особливу увагу студентів. І це для того, щоб розхитати душу і привести людину до аморальності, розкладання – щоб вона забула свої молитви, забула свого Бога. І таким чином світ перейнявся духом негритянської раси, прийнявши їхній спосіб життя.."
2005 року звіт Southern Poverty Law Center опублікував заяви Джеффса:
- «Чорна раса — це люди, через яких диявол завжди міг нести зло на землю».
- 1995 року на уроках історії священства Джеффс заявив, що Каїн був «проклятий чорною шкірою, і він є батьком негрів… Він має велику силу, може з'являтися та зникати… Його використовує диявол, як смертну людину, чинити велике зло… Якби ви, молоді люди, взяли шлюб з негром, ви не могли б стати священником, навіть якби ви покаялися».
- «Сьогодні ви можете побачити чорношкірого чоловіка з білою жінкою тощо. Велике зло сталося на цій землі, тому що диявол знає, що якщо всі люди будуть мати негритянську кров, не буде нікого, гідного отримати священство».
- «Якщо ви одружитеся з людиною, яка має зв'язки з неграми, ви станете проклятими».

## У масовій культурі

### У друкованому вигляді
- Krakauer, Jon (2004). Under the Banner of Heaven: A Story of Violent Faith (вид. 1st). Anchor Books. ISBN 1-4000-3280-6.
- Wall, Elissa; Pulitzer, Lisa (2008). Stolen Innocence: My Story of Growing Up in a Polygamous Sect, Becoming a Teenage Bride, and Breaking Free of Warren Jeffs. New York: William Morrow. ISBN 978-0-06-162801-6. An autobiography about a girl inside the FLDS Church and her experiences in the community and her escape as well as her accounts in the Jeffs trial.
- Singular, Stephen (7 липня 2009). When Men Become Gods: Mormon Polygamist Warren Jeffs, His Cult of Fear, and the Women Who Fought Back. New York: St. Martin's Press. ISBN 978-0-312-37248-4. A book about Jeffs and the FLDS Church, which chronicles the details of Jeffs' rise to power, the activities of church members in Colorado City and Hildale and their trials.
- Jeffs, Brent W.; Szalavitz, Maia (2009). Lost Boy: The True Story of One Man's Exile from a Polygamist Cult and His Brave Journey to Reclaim His Life. New York: Broadway Books. ISBN 978-0-7679-3177-9. An autobiography concerning his youth and interactions with his uncle Warren.
- Brower, Sam (2011). Prophet's Prey: My Seven-Year Investigation into Warren Jeffs and the Fundamentalist Church of Latter-Day Saints. New York: Bloomsbury. ISBN 978-1-60819-275-5. Private Investigator Brower's account of his research about Jeffs and the FLDS Church and pursuit of justice for them.
- Weyermann, Debra (2011). Answer Them Nothing: Bringing Down the Polygamous Empire of Warren Jeffs. Chicago: Chicago Review Press. ISBN 978-1-56976-531-9. Documents the history of the FLDS Church, including Jeffs' role.
- Jeffs, Rachel (2017). Breaking Free: How I Escaped Polygamy, the FLDS Cult, and My Father, Warren Jeffs. Harper. ISBN 978-0062670526ISBN 978-0062670526. Memoir of the daughter of Warren Jeffs, who escaped from the secretive polygamist Mormon fundamentalist cult run by her family

### Фільми та документальні фільми
- Документальний фільм Майка Воткісса «Колорадо-Сіті та підземна залізниця дорога», нагороджений регіональною премією «Еммі» 2005 року і премією Едварда Марроу.
- Повнометражний документальний фільм 2006 року «Прокляті на небі», знятий Павлом Гулою і Томом Елліотом[75]. Прем'єра відбулася в Європі на Краківському кінофестивалі у Польщі. У вересні 2007 року прем'єра відбулася в США на Міжнародний кінофестиваль у долині Темекула, де отримав нагороду в номінації «найкращий документальний фільм». Фільм досліджує практику багатоженства та містить 20 хвилин оригінального вчення Джеффа, записаного з метою виховання послідовників.[76]
- У документальному фільмі 2006 року «Сподіваючись на небеса» розповідається про Джеффса і церкви FLDS в Колорадо-Сіті, штат Аризона[77].
- 19 липня 2006 року на британському каналі Channel 4 показали документальний фільм «Чоловік з 80 дружинами». У програмі розповідалося про марні пошуки Джеффа ведучим Санджівом Бхаттачарья у Колорадо, Юті та Техасі[77].
- Документальний фільм 2010 року «Сини погибелі» описує життя всередині FLDS, зокрема контроль Джеффса членів церкви. Фільм присвячений переживанням дітей, які залишили церкву FLDS[77]. Режисерами фільму стали Тайлер Мейсом і Дженнілін Мертен. «Сини загибелі» — це зневажливий термін, який використовується Церквою FLDS для опису колишніх членів, які відступивши від своєї релігії і віросповідання.
- 9 квітня 2012 року на National Geographic транслювали 45-хвилинний документальний фільм «Я втік з культу» про трьох колишніх членів релігійних культів. В одній з історій фігурував Брент В. Джеффс, племінник Джеффа, свідчення якого зіграли вирішальну роль у засудженні Джеффа[78].
- 28 червня 2014 року на телеканалі Lifetime вийшов фільм «Пророк поза законом: Воррен Джеффс» з Тоні Голдвіном у головній ролі. Це екранізація науково-популярної книги Стівена Сінгуляра «Коли люди стають богами» (2009)[79][80].
- Документальний фільм 2015 року «Жертва пророка» режисерки Емі Джей Берг — екранізація однойменної книги Сема Брауера.
- 22 січня 2017 року телеканал Investigation Discovery показав історію Джеффса у 2-му сезоні 3-ї серії оригінального серіалу «Зло живе тут» в епізоді «Мій брат — диявол». Розповідь брата Джеффа Воллеса та племінника Брента[81].
- 19 лютого 2018 року телеканал A&E випустив в ефір документальний фільм «Воррен Джеффс: Пророк зла»[82].
- 26 квітня 2022 року Peacock випустив в ефір документальний серіал «Проповідь зла: Дружина в бігу» з Ворреном Джеффсом, який розповідав про прихід Джеффа до влади від імені коханої дружини і писаря Джеффса, Наомі[83].
- 8 червня 2022 року Netflix випустив в ефір документальний серіал «Будьте чемні: Моліться і коріться» про Джеффса та історію церкви FLDS[84].
- 30 січня 2023 року телеканал Discovery+ показав трисерійний документальний серіал «В'язень пророка».